# Pirenidae
Die Pirenidae bilden eine Hautflüglerfamilie innerhalb der Überfamilie der Erzwespen (Chalcidoidea).

## Taxonomie
Die Unterfamilie Pireninae wurde 1844 von dem irischen Entomologen Alexander Haliday innerhalb der Pteromalidae eingeführt. Die Typusgattung ist Pirene Haliday, 1833 (syn. Macroglenes Westwood, 1832). Burks et al. führten 2022 aufgrund molekularbiologischer und morphologischer Studien eine Aufspaltung und Umgliederung der Pteromalidae durch. Im Rahmen dieser Revision wurden die Pireninae ausgegliedert und in den Rang einer Familie erhoben. Die neu geschaffene Familie umfasste 25 Gattungen und ist in 5 Unterfamilien gegliedert. 

## Merkmale
Burks et al. (2022) beschreiben die Familie Pireninae anhand folgender morphologischer Eigenschaften: Die Fühler weisen 11 Geißelglieder auf. Diese Anzahl berücksichtigt eines oder mehrere sichtbare Anelli (Ringglieder), jedoch keine unscheinbaren Anelli. Die Augen sind entweder nicht ventral divergierend, oder sie sind im Falle von Cecidellinae, Eriaporinae und Euryischiinae gleichmäßig divergierend. Der Clypeus ist ohne eine quer gerichtete subapikale Furche. Das Labrum ist verdeckt, flexibel, annähernd rechteckig und weist eine Reihe Randborsten auf. Die Mandibeln weisen 3 oder 4 Zähne auf, die charakteristisch gespreizt sind. Die subforaminale Brücke ist mit Postgena getrennt von der unteren Tentoriumsbrücke. Die Notauli sind vollständig. Das Mesoscutellum ist mit einem zumindest seitlich angedeuteten Frenum sowie mit einer axillularen Furche. Der mesopleurale Bereich ist ohne ein erweitertes Acropleuron. Das Mesepimeron reicht nicht über den Vorderrand des Metapleurons. Alle Beine besitzen 5 Tarsenglieder (Ausnahme: Zebe hat 4-gliedrige Tarsen). Der protibiale Sporn ist kräftig und gebogen. Der basitarsale Kamm ist längs gerichtet. Das Metasoma ist mit Syntergum und daher ohne Epipygium (Subgenitalplatte).

## Lebensweise
Die Pirenidae sind bekannt als Parasitoide von Gallmücken, Fliegen, Röhrenblattläusen und Mottenschildläusen sowie verschiedenen Schildläusen.

## Innere Systematik
Nach Burks et al. (2022) gliedert sich die Familie Pirenidae wie folgt:
- Cecidellinae
  - Cecidellis Hanson, 2005 – 3 Arten; Neotropis
- Eriaporinae 
  - Eunotiscus Compere, 1928 – 2 Arten; Afrotropis
  - Promuscidea Girault, 1917 – 4 Arten; Afrotropis, Ägypten, Süd- und Südostasien
- Euryischiinae 
  - Euryischia Riley, 1889 – 13 Arten; Australasien, Eritrea, Indien, Paläarktis
  - Euryischomyia Girault, 1914 – 2 Arten; Australien, Indien
  - Myiocnema Ashmead, 1900 – 1 Art (M. comperei); Australien, Indien, Indonesien, Kalifornien
- Pireninae 
  - Ecrizotomorpha Mani, 1939 – 3 Arten; China, Indien
  - Keesia Mitroiu, 2011 – 3 Arten; Indonesien, Korea, Papua-Neuguinea
  - Lasallea Bouček, 1993 – 1 Art (L. angusta); USA
  - Macroglenes Westwood, 1832 – 31 Arten; Australasien, Nearktis (USA), Orientalis (Indien), Paläarktis (Europa, Zentralasien, China, Japan)
  - Papuaglenes Mitroiu, 2016 – 1 Art (P. villemantae); Papua-Neuguinea
  - Petipirene Bouček, 1988 – 1 Art (P. eximia); Australien
  - Velepirene Bouček, 1988 – 1 Art (V. gressitti); Australien
  - Watshamia Bouček, 1974 – 4 Arten; Afrotropis, Malaysia
  - Zebe La Salle, 2005 – 3 Arten; Borneo, Indonesien
- Tridyminae
  - Calyconotiscus Narendran & Saleem, 2012 – 1 Art (C. frontofasciatus); Indien
  - Ecrizotes Förster, 1861 – 4 Arten; Europa
  - Epiterobia Girault, 1914 – 3 Arten; Australien
  - Gastrancistrus Westwood, 1833 – 137 Arten; fast weltweit
  - Melancistrus Graham, 1969 – 3 Arten; Europa, Nearktis
  - Oxyglypta Förster, 1856 – 1 Art (O. rugosa);  Europa, Naher Osten
  - Premiscogaster Girault, 1933 – 2 Arten; Australien
  - Sirovena Bouček, 1988 – 2 Arten; China, Weihnachtsinsel (Australien)
  - Spathopus Ashmead, 1904 – 4 Arten; Europa, Paläarktis, Iran, Florida
  - Spinancistrus Kamijo, 1977 – 1 Art (S. nitidus); Japan